# Жень Чжицян
Жень Чжицян (спрощ.: 任志强; кит. трад.: 任志強, 8 травня 1951, Лайчжоу) — ув'язнений китайський підприємець з торгівлі нерухомістю і блогер на Sina Weibo з понад 37 мільйонами підписників. Він має прізвисько «Велика Гармата Жень», та відомий своєю відвертою критикою Комуністичної партії Китаю. Він зник 12 березня 2020 року після того, як він назвав генерального секретаря КПК Сі Цзіньпіна «клоуном» за реакцію Китаю на пандемію COVID-19. У вересні 2020 року його засудили до 18 років позбавлення волі за звинуваченням у корупції після одноденного судового розгляду.

## Кар'єра
Жень Чжицян народився в Лайчжоу, районі міста Яньтай у провінції Шаньдун, 8 березня 1951 року. Його батько Жень Куаньшен працював заступником міністра торгівлі Китаю, а мати була муніципальним чиновником у Пекіні. Жень Чжицян навчався в пекінській середній школі № 35. Батьки Женя зазнали переслідувань під час Культурної революції, і він у 1968 році поїхав у місцевість Яньань, щоб працювати як заслана молодь. Через рік він записався до Народно-визвольної армії Китаю, служив військовим інженером у 38-й армії, а згодом старшиною взводу.
Жень демобілізувався з армії в 1981 році, і став заступником генерального директора «Beijing Yida». У 1984 році він перейшов на роботу до «Beijing Huayuan Group Corporation» на посаду керівника відділу. Він був ув'язнений у вересні 1985 року, але був звільнений через 14 місяців не засудженим за жодний злочин. За словами його давнього колеги, причиною його ув'язнення стало те, що він образив керівника відділу аудиту району Пекіна Січен. Жень став віце-президентом «Huayuan Corporation» у 1988 році, та її президентом у 1993 році. У 2004 році він став директором «Bank of Beijing Co., Ltd», а у 2007 році головою «Beijing Huayuan Property Co., Ltd». Жень Чжицян має ступінь магістра права Китайського народного університету.
У 2010 році газета «China Daily» повідомила, що Жень, як керівник «Huayuan Real Estate Group», отримував найвищу зарплату з усіх 258 компаній, які подали річні звіти. Повідомлялося, що його зарплата становила 7,07 мільйона юанів (1,04 мільйона доларів). У 2014 році він пішов у відставку з посади голови компанії з нерухомості. До 2013 року Жень був членом Пекінського муніципального комітету Китайської народної політичної узгоджувальної ради.

## Критика комуністичної партії
Жень Чжицян відомий своєю критикою Комуністичної партії Китаю та політики уряду. Як майнового магната з відвертими поглядами його називають «китайським Дональдом Трампом». 7 травня 2010 року протестувальник кинув у нього черевик. У листопаді 2013 року він погрожував подати до суду на державну телерадіокомпанію Центральне телебачення Китаю (CCTV) після того, як вона повідомила, що компанія «Huayuan Real Estate» заборгувала 54,9 мільярда юанів несплачених податків, а в січні 2014 року він назвав CCTV «найтупішою свинею на землі». У вересні 2015 року він спричинив онлайн-полеміку в Китаї публікацією на Weibo, в якій критикував Комуністичний союз молоді Китаю, молодіжне крило Комуністичної партії.
У 2016 році він відкрито заперечив думку генерального секретаря Комуністичної партії Сі Цзіньпіна про те, що урядові засоби масової інформації повинні дотримуватися лінії партії. Після того, як 19 лютого 2016 року Сі здійснив інспекційну поїздку державну телерадіокомпанію, під час якої журналісти вивісили банер із написом «Прізвище телебачення — Партія. Ми абсолютно лояльні. Будь ласка, перевірте нас», Жень написав на Weibo: «Коли народний уряд перетворитися на уряд партії? [ЗМІ] фінансуються за рахунок членських внесків? Не витрачайте гроші платників податків на те, що не надає їм послуг». Згодом повідомлення було видалено, але 22 лютого 2016 року державні засоби масової інформації звинуватили Женя в тому, що він виступав за повалення Комуністичної партії. 28 лютого облікові записи Женя в соціальній мережі були заблоковані Управлінням кіберпростору Китаю (CAC) за «розповсюдження незаконної інформації», відрізавши його від приблизно 37 мільйонів підписників у мережі. Через день районний комітет КПК Січен, де зареєстровано партійне членство Женя, пообіцяв покарати його відповідно до правил партії. 2 травня 2016 року Жень отримав один рік випробувального терміну в партії.

## Кримінальне переслідування
У лютому 2020 року в соціальній мережі Жень розкритикував промову Сі Цзіньпіна щодо епідемії коронавірусу, в якій Жень "…побачив не імператора, який стояв там і демонстрував свій " новий одяг «, а роздягненого догола клоуна, який наполягав на тому, щоб і надалі залишатися імператором». Жень також сказав, що відсутність вільної преси та свободи слова затримали офіційні заходи проти епідемії, погіршивши її вплив.
7 квітня 2020 року Центральна комісія КПК з перевірки дисципліни оголосила, що розслідує діяльність Женя за ймовірні «серйозні порушення закону та дисципліни».
Колишній професор Пекінського університету Хе Вейфан сказав про розслідування: «Ми сподіваємося, що судові органи зможуть розглянути цю справу суворо та відповідно до закону та надати переконливу демонстрацію того, чому зауваження є порушенням закону і навіть злочином».
23 липня 2020 року Женя Чжицяна виключили з Комуністичної партії Китаю, що відкрило шлях для його кримінального переслідування. 22 вересня 2020 року після одноденного судового розгляду китайський суд засудив Женя до 18 років ув'язнення за звинуваченнями в корупції.